# Mezzeh
Mezzeh (tiếng Ả Rập: المزة, cũng được phiên âm al-Mazzah, el-Mezze, v.v.) là một đô thị ở Damascus, Syria, do phía tây của Kafr Sousa. Nó nằm ở phía tây nam của trung tâm Damascus, dọc theo đường cao tốc Mezzeh (còn được gọi là Fayez Mansour).
Nó bắt đầu đạt được tầm quan trọng khi Pháp xây dựng sân bay quân sự Mazzeh, là sân bay chính ở Damascus cho đến khi sân bay quốc tế Damascus mở cửa. Nó cũng tổ chức nhà tù Mezzeh khét tiếng cho đến năm 2000. Thành phố này bao gồm Đại học Damascus và có nhiều đại sứ quán nước ngoài. Dinh tổng thống hiện tại nằm trên đỉnh núi Mezzeh và nhìn ra toàn bộ Damascus.
Đây là một trong những khu vực hiện đại và đắt đỏ nhất của Damascus, đặc biệt là các khu vực dọc theo đường cao tốc.

## Huyện
- Al-Jalaa (dân số 3,514)
- Fe'alat al-Gharbiyah (dân số 12,393)
- Fe'alat al-Sharqiyah (dân số 13,776)
- Mezzeh 86 (dân số 33,191)
- Mezzeh al-Qadimeh (Mezzeh cũ) (dân số 13,555)
- Mezzeh Jabal (Núi Mezzeh) (dân số 22.655)
- Al-Rabwa (dân số.002)
- Al-Sumariyah (dân số 14.227)

Các quận phía Tây và Đông Villa dọc theo đường cao tốc là giàu có và quốc tế. Quận Alawite Mezzeh 86 chủ yếu là tương đối nghèo và đã được mô tả là một khu ổ chuột.

## Lịch sử
Mezzeh ban đầu là một ngôi làng bên ngoài Damascus. Nó được cho là thành lập từ năm 661 đến 750 bởi những người di cư Yemen.
Mezzeh nổi bật trong Trận Damascus năm 1941. Compton Mackenzie sau đó mô tả nó vào thời điểm đó là "một ngôi làng lớn đứng ở ngã ba đường từ Damascus đến Beirut và Quneitra".
Năm 2012, trong cuộc nội chiến ở Syria, cư dân đã tham gia các cuộc biểu tình chống chính phủ, dẫn đến các vụ bắt giữ. Vào tháng 3 năm 2012, khu vực này đã trải qua trận chiến dữ dội giữa các lực lượng chính phủ và những người đào thoát. Khu phố Alawite Mezzeh 86 đã bị nhắm mục tiêu bởi các vụ đánh bom các mục tiêu dân sự và quân sự.

## Các tòa nhà và công trình đáng chú ý
- Dinh tổng thống, Damascus
- Nhà tù Mezzeh cũ
- Sân bay quân sự Mazzeh
- Bệnh viện quân đội Mezzeh. Chính thức có tên là Bệnh viện 601. Được trích dẫn là vị trí của các bức ảnh được gửi trong báo cáo giam giữ Syria năm 2014.[10]